# Петровский (Астраханская область)
Петровский — посёлок в Икрянинском районе Астраханской области России. Входит в состав Седлистинского сельсовета.

## История
В «Списке населенных мест Российской империи» 1859 года населённый пункт упомянут как владельческая деревня Крестовая (Петровская) Астраханского уезда (2-го стана) при реке Крестовой, расположенный в 80 верстах от губернского города Астрахани. В деревне имелось 10 дворов и проживало 94 человека (52 мужчины и 42 женщины).

## География
Посёлок находится в юго-западной части Астраханской области, на правом берегу протоки Ямная дельты реки Волги, на расстоянии примерно 27 километров (по прямой) к юго-юго-западу (SSW) от села Икряное, административного центра района. Абсолютная высота — 28 метров ниже уровня моря. Климат умеренный, резко континентальный. Характеризуется высокими температурами летом и низкими — зимой, малым количеством осадков, а также большими годовыми и летними суточными амплитудами температуры воздуха.

## Население
| 2002 | 2010 |
| ---- | ---- |
| 16   | →16  |

По данным Всероссийской переписи, в 2010 году численность населения села составляла 16 человек (8 мужчин и 8 женщин). Согласно результатам переписи 2002 года, в национальной структуре населения русские составляли 100 %.

## Улицы
Уличная сеть посёлка состоит из 3 улиц.